# Charles Manners (4e duc de Rutland)
Pour les articles homonymes, voir Charles Manners.
Charles Manners (15 mars 1754 - 24 octobre 1787) est un homme politique et noble britannique, le fils ainé de John Manners (marquis de Granby). Il est appelé Lord Roos de 1760 à 1770 et marquis de Granby de 1770 à 1779 avant de devenir 4e duc de Rutland.

## Biographie
Il fait ses études au Collège d'Eton et au Trinity College, à Cambridge, et obtient une maîtrise en 1774 . Cette année-là, il est élu à l'un des sièges de l'université à la Chambre des communes. Il continue à préserver les intérêts électoraux substantiels de la famille et à collectionner des objets d'art pour décorer le château de Belvoir. Il s'engage à rembourser les dettes substantielles de son père, mais sa passion pour les jeux de hasard l'a gêné.

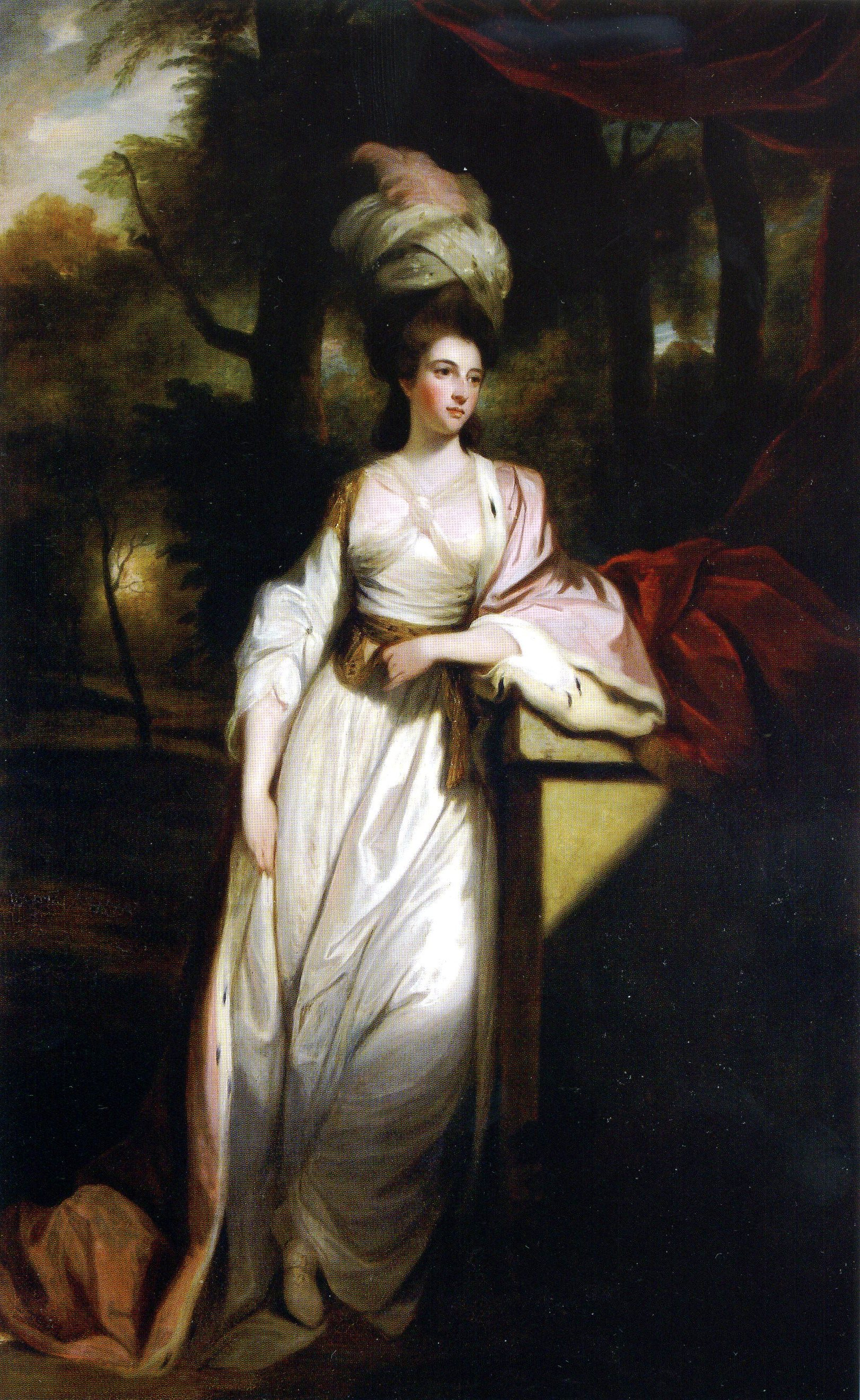
Mary Isabella, Duchesse de Rutland

Le 26 décembre 1775, il épouse Lady Mary Isabella Somerset (décédée en 1831), fille de Charles Somerset (4e duc de Beaufort) et d'une beauté célèbre, réputée pour son élégance et son bon goût. Elle est l'une des hôtesses les plus en vue de la société et Sir Joshua Reynolds a peint son portrait à quatre reprises. Charles et Marie ont six enfants:
- Elizabeth Isabella Manners (décédée le 5 octobre 1853), mariée le 21 août 1798 à Richard Norman, neveu de l'amiral John Montagu et beau-père de la fille (Lady Adeliza Elizabeth Gertrude Manners, décédée en 1877).
- John Manners (5e duc de Rutland) (1778-1857)
- Katherine Mary Manners (décédée le 1er mai 1829), mariée le 16 juin 1800 à Cecil Weld-Forester (1er baron Forester)
- Charles Henry Somerset Manners (24 octobre 1780 - 25 mai 1855), décédé célibataire
- Robert William Manners (14 décembre 1781 - 15 novembre 1835), militaire
- William Robert Albanac Manners (1783-1793)

Plus tard, il aurait été l'amant d'Elizabeth Billington.

## Carrière parlementaire
Il entre au Parlement en opposition au ministère North et en tant qu'allié des Whigs de Rockingham. Il n'agit qu'en tant qu'observateur jusqu'à ce qu'il atteigne sa majorité et prononce son premier discours le 5 avril 1775, en faveur du libre-échange avec les colonies du sud de l'Amérique. Ce discours lui vaut les remerciements de son ami William Pitt l'Ancien, qu'il a félicité, et a initié une amitié avec William Pitt le Jeune. Cela déçoit beaucoup la Cour et particulièrement William Murray, qui a pensé gouverner le jeune Granby. Pendant la révolution américaine, il suit Pitt pour réclamer la réconciliation avec l'Amérique et est l'un de ceux qui contestent la conduite de l'amiral Keppel en mars 1779. Il ne donne pas suite à cette affaire et ne semble pas avoir pris la parole au Parlement par la suite, après être devenu duc le 29 mai 1779. Il réussit à obtenir un siège pour son ami William Pitt le Jeune à Appleby en 1780 lorsque Pitt échoue à l'Université de Cambridge et lui promet un siège dans l'un des arrondissements où il a des intérêts. Il appuie les projets de réforme de Pitt et les deux hommes restèrent amis à vie.

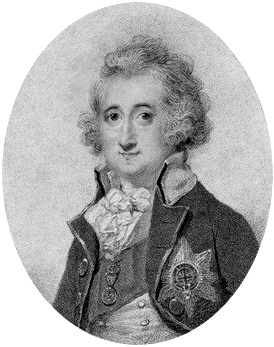
Le 4e duc de Rutland

## Nominations politiques
Avec l'entrée des Français dans la guerre, il devient colonel de la milice du Leicestershire et est créé lord-lieutenant du Leicestershire le 9 juillet 1779, un honneur décerné en personne par George III. Le 30 octobre 1782, il est fait chevalier de la jarretière et est nommé lord-intendant et admis au Conseil privé le 17 février 1783. William Petty FitzMaurice le fait entrer dans le cabinet; mais la nomination rencontre la défaveur royale et provoque la démission de Grafton et l'effondrement du ministère. Rutland est désormais un allié de Pitt et, après son entrée en fonction, il devient lord du sceau privé en décembre 1783.
Il est nommé lord-lieutenant d'Irlande le 11 février 1784. Il est enthousiasmé par la politique irlandaise de Pitt et par l’union législative qu’elle entraîne, mais doute de plus en plus de sa mise en œuvre. En 1785, Pitt et Rutland élaborent avec succès un plan commercial par l'intermédiaire du Parlement irlandais, initialement contre l'opposition de Henry Grattan et de Henry Flood. Cependant, l'opposition Foxite à la Chambre des communes du Royaume-Uni a tellement démantelé la mesure avec des amendements qu'elle est rejetée sous sa nouvelle forme en Irlande. Alors que l'opposition irlandaise est plus tard réconciliée avec la bonne foi de Pitt en matière de commerce, l'épisode démoralise Thomas Orde, secrétaire en chef pour l'Irlande, et entrave encore plus les efforts de réforme.
Rutland est très populaire en tant que vice-roi, en partie à cause de sa nature conviviale et de ses nombreux banquets au château de Dublin. A l'été 1787, il entreprend une longue et rigoureuse tournée dans les Midlands et le nord de l'Irlande, mais sa consommation excessive de vin nuit à sa santé. Il meurt d'une maladie du foie le 24 octobre 1787 au Viceregal Lodge, au Phoenix Park, à Dublin.